# Johannes Kist
Johannes Kist (*  6. April 1901 in Forchheim; † 6. Juli 1972 ebenda) war ein deutscher römisch-katholischer Theologe, Pfarrer und Kirchenhistoriker. Kist war von 1955 bis 1966 Professor  für Kirchengeschichte an der  Philosophisch-Theologischen Hochschule Bamberg und von 1963 bis 1965 deren Rektor.

## Leben
Johannes Kist wurde als Sohn von Johann Kist geboren, seine Mutter Katharina war eine geborene Erlwein. Er besuchte zunächst das Progymnasium in seiner Geburtsstadt und von 1918 bis 1921 das Gymnasium in Landshut. Ab Mai 1921 studierte er Theologie und Philosophie an der Philosophisch-Theologischen Hochschule in Bamberg; das Studium beendete er im März 1925. Am 2. August 1925 erhielt er nach bestandenem Synodalexamen die Priesterweihe in Bamberg und konnte noch im selben Jahr als Kaplan an der St. Anton-Kirche in Nürnberg seine Primiz feiern. Gleichzeitig absolvierte er ab November 1927 bis März 1930 ein Promotionsstudium  an der Universität Würzburg.

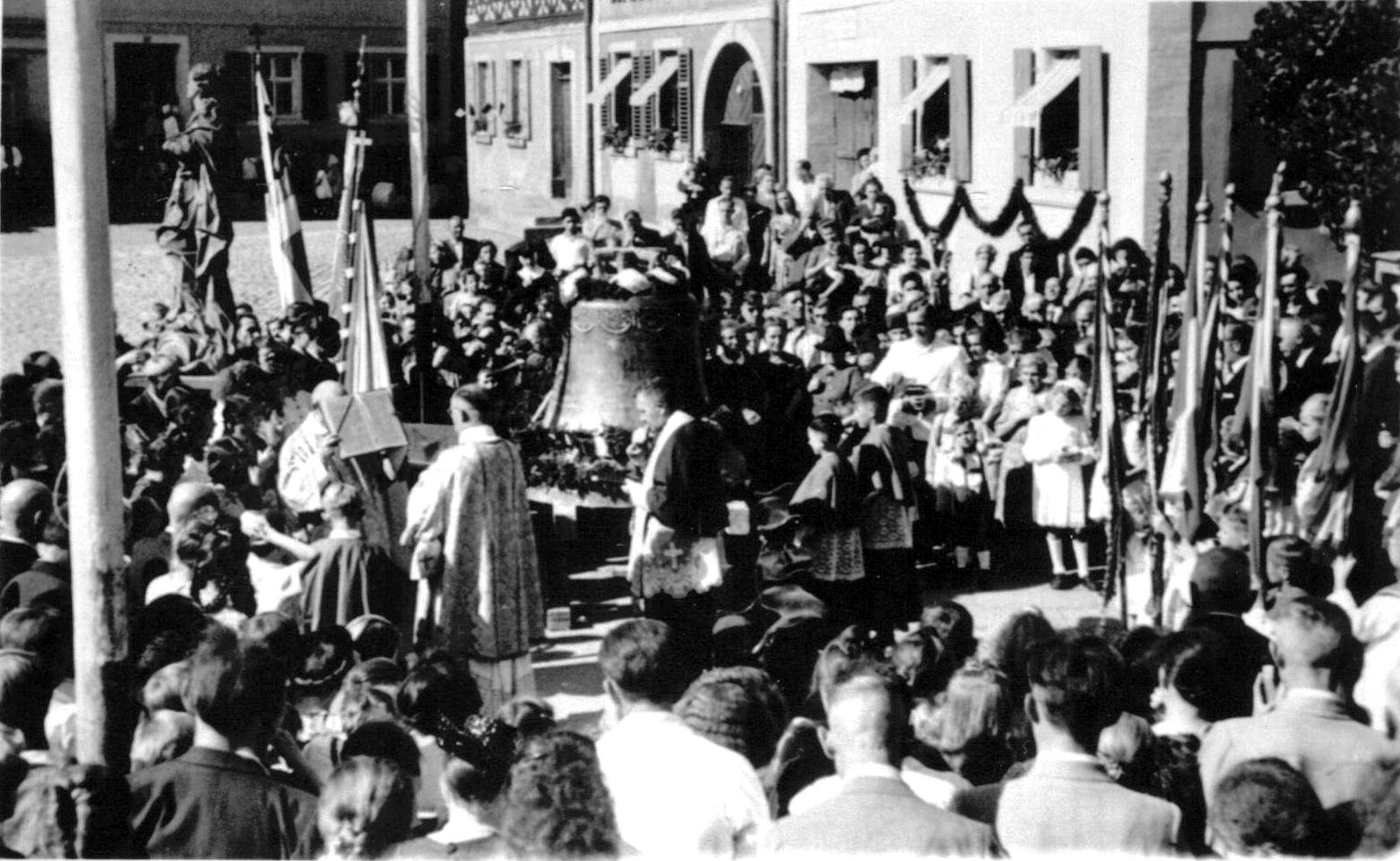
Weihe von drei neuen Glocken der Burgkunstadter Stadtpfarrkirche durch Johannes Kist in Anwesenheit der Gemeinde am 1. September 1949

Im November 1929 promovierte Kist an der Theologischen Fakultät der Würzburger Universität bei Sebastian Merkle zum Doktor der Theologie. Seine Dissertation  mit dem Thema Das Klarissenkloster in Nürnberg bis zum Beginn des 16. Jahrhunderts wurde noch im gleichen Jahr im Nürnberger Sebaldus-Verlag veröffentlicht. Im selben Verlag arbeitete er ab 1930 bis 1934 als Schriftleiter. Nach einer kurzen Tätigkeit als Kooperator in Windsheim wurde er am 1. September 1936 Studienrat am Englischen Institut in Bamberg. Im Oktober 1938 ernannte man ihn zum Erzbischöflichen Sekretär von Johann Jakob von Hauck und zum Domvikar im Erzbistum Bamberg. Ab September 1944 übernahm Kist die Stelle als Stadtpfarrer in Burgkunstadt. Am 12. April 1945, am Ende des Zweiten Weltkrieges, fuhr er mit dem Fahrrad zu den Amerikanern um Bedingungen für eine kampflose Übergabe der Stadt auszuhandeln. Nachdem alle Glocken der Stadtpfarrkirche zur Waffenproduktion eingeschmolzen worden waren, gelang es ihm trotz der Währungsreform die große Summe von 19.592 DM zu sammeln, so dass Anfang 1949 drei Glocken (38, 16 und 8 Zentner) gegossen und am 1. September desselben Jahres von ihm geweiht werden konnten. Bis zum 31. Mai 1955 war er als Pfarrer tätig und ab Oktober 1952 zusätzlich als Archivpfleger für die Dekanate Lichtenfels, Stadtsteinach und Weismain. 
Bereits im Frühjahr 1947 übernahm er semesterweise Lehraufträge für Diözesangeschichte, ab 1950 als Vertretungsprofessor für Kirchengeschichte an der Philosophisch-Theologischen Hochschule Bamberg. Ein Semester unterrichtete er 1948 als solcher an der Philosophisch-Theologischen Hochschule in Passau. Am 1. Juni 1955 wurde er Professor für Kirchengeschichte an der Bamberger Hochschule und übernahm Anfang Oktober 1958 für ein Jahr die Leitung der Theologischen Abteilung. Er erhielt am 1. Oktober 1962 eine ordentliche Professur für Kirchengeschichte an der Philosophisch-Theologischen Hochschule Bamberg, der er von September 1963 bis August 1965 als Rektor vorstand. Am 30. September 1966 wurde er emeritiert.
Johannes Kist starb am 6. Juli 1972, im Alter von 71 Jahren, in seiner Geburtsstadt Forchheim. Er wurde am 10. Juli 1972 auf dem Forchheimer Friedhof bestattet. Kist war Autor zahlreicher Fachveröffentlichungen. Für die Neue Deutsche Biographie verfasste er zehn Artikel, vor allem Biographien über Bamberger Bischöfe und Weihbischöfe. Er war außerdem Mitautor des Lexikons für Theologie und Kirche. Für seine Verdienste erhielt er 1951 den Titel eines erzbischöflichen Geistlichen Rates und 1965 die Goldene Bürgermedaille der Stadt Burgkunstadt. Kist war ab 1950 Mitglied der Kommission für Archiv- und Bibliothekspflege der Erzdiözese Bamberg und ab August 1962 bis zu seinem Lebensende ordentliches Mitglied der Kommission für Bayerische Landesgeschichte bei der Bayerischen Akademie der Wissenschaften.

## Veröffentlichungen (Auswahl)
- Das Klarissenkloster in Nürnberg bis zum Beginn des 16. Jahrhunderts. (Dissertationsschrift), Sebaldus, Nürnberg 1929.
- Das Bamberger Domkapitel von 1399–1556. Ein Beitrag zur Geschichte seiner Verfassung, seines Wirkens und seiner Mitglieder. Böhlau, Weimar 1943.
- Charitas Pirckheimer. Ein Frauenleben im Zeitalter des Humanismus und der Reformation. Bamberger Verlagshaus, Bamberg 1948.
- Fürst- und Erzbistum Bamberg. Leitfaden durch ihre Geschichte von 1007–1943. Historischer Verein, Bamberg 1953.
- Klerus und Wissenschaft im spätmittelalterlichen Bistum Bamberg. Rektoratsrede anlässlich des 316. Stiftungsfestes der Philosophisch-Theologischen Hochschule Bamberg, 23. Nov. 1963. Philosophisch-Theologische Hochschule, Bamberg 1964.